# Carles Buïgas i Sans
Carles Buïgas i Sans (Barcelona, 18 de gener de 1898 - Cerdanyola del Vallès, 27 d'agost de 1979) va ser un arquitecte, enginyer i luminotècnic català conegut per haver dissenyat la il·luminació del Palau Nacional (Barcelona) i del recinte de l'Exposició Internacional de Barcelona de 1929, així com la Font Màgica de Montjuïc. En els anys següents va
projectar la il·luminació i les fonts monumentals que van presidir el recinte de l'Exposició. Posteriorment va treballar en el projecte de fonts per a ciutats de l'Estat espanyol i l'estranger.

## Biografia
Fill de Gaietà Buïgas, fou criat al si d'una família acomodada a Barcelona. Als 7 anys va marxar amb la seva família a Montevideo (Uruguai) per motius de feina del seu pare. La familia va tornar a Barcelona el 1910 degut a la crisi econòmic existent a l'Uruguai. El 1916 va ingressar a l'escola d'Enginyers industrials de Barcelona, però no va finalitzar els estudis a causa del fet que va començar a treballar com a ajudant del futur projecte de l'Exposició d'Indústries Elèctriques de Barcelona. Més endavant es titularia a l'École de Génie Civil de París.
El 1922 va començar a dissenyar el seu primer projecte de fonts i salts d'aigua lluminosos. Les seves primeres obres van ser al Palau Reial de Pedralbes. Eugeni d'Ors definiria el seu treball com un nou estil d'art, l'art de l'aiguallum.
El 1926 va idear el Telefèric del Port amb la idea de posar-la en marxa per l'Exposició Universal de 1929, però no es va fer realitat fins al 1931 per falta de fons.
Més endavant va realitzar el projecte que el faria famós, la font màgica de Montjuïc, creada amb motiu de l'Exposició Internacional de 1929 a Barcelona. També fou autor dels brolladors d'aigua de l'avinguda de la Reina Maria Cristina. Un cop finalitzada l'exposició, va començar altres projectes, com ara la Nau Lluminosa (o Vaixell Lluminós), declarada en el seu moment projecte d'interès nacional.
Amb la Guerra Civil, va marxar a París, on va residir fins al 1942. Durant aquests anys va guanyar renom internacional i va realitzar projectes a París, Lieja, Nova York, Lisboa, Roma, Santo Domingo, Madrid, Granada, València…
Degut a la crisi existent un cop finalitzada la Segona Guerra Mundial, molts dels projectes encarregats a Buïgas van ser aturats o anul·lats.
Va passar els últims anys de la seva vida a Cerdanyola del Vallès, on va morir i és enterrat.

## Obra
A més de la seva tasca com a enginyer, Buïgas va col·laborar en diverses ocasions com a columnista de La Vanguardia i d'altres publicacions, i va publicar diferents llibres.
Algunes de les seves obres d'enginyeria o luminotècnia s'enumeren a continuació, agrupats geogràficament:

### Barcelona
| Any  | Nom                                        | Ubicació                                                        | Descripció | Estat                          | Foto                                       |
| ---- | ------------------------------------------ | --------------------------------------------------------------- | --- | ------------------------------ | ------------------------------------------ |
| 1929 | Font màgica de Montjuïc                    | Montjuïc                                                        | Gran font llunminosa i canviant que forma part del conjunt de fonts que s'estenen des del Palau Nacional fins a la plaça d'Espanya realitzades per Buïgas per a l'Exposició Internacional del 1929. | Bo, restaurada el 1955 i 1992. | Font Màgica de Montjuïc                    |
| 1931 | Telefèric del Port                         | Montjuïc                                                        | Transbordador aeri que uneix la Barceloneta i el port de Barcelona amb Montjuïc. | Bo, reobert el 1963.           | Telefèric del port                         |
| 1964 | Il·luminació de la Sagrada Família         | Temple Expiatori de la Sagrada Família                          | Il·luminació artística de la Façana del Naixement del temple. | ?                              | Sagrada Família                            |
| 1968 | Petita font lluminosa i canviant           | Parc d'atraccions de Montjuïc actualment Jardins de Joan Brossa | Font circular. | ?                              |                                            |
| 1969 | Font dels Jardins del Mirador de l'Alcalde | Jardins del Mirador de l'Alcalde, Montjuïc                      | Font ornamental. | Bo, reobert el 2009            | Font dels Jardins del Mirador de l'Alcalde |

### Granada
| Any  | Nom                             | Ubicació              | Descripció | Estat                                                                                 | Foto               |
| ---- | ------------------------------- | --------------------- | --- | ------------------------------------------------------------------------------------- | ------------------ |
| 1960 | Font lineal, Fuente del Triunfo | Explanada del Triunfo | Gran font lineal, lluminosa i canviant, de 75 metres de llarg que fa de fons al monument al Triomf de la Verge / de la Immaculada. | A 2019, encara funcionen els colors, però sembla que els raigs d'aigua ja no canvien. | Fuente del Triunfo |

### Madrid
| Any  | Nom               | Ubicació                                | Descripció | Estat | Foto |
| ---- | ----------------- | --------------------------------------- | --- | ----- | ---- |
| 1969 | Restaurant elevat | Parc d'Atraccions de la "Casa de Campo" | Conjunt de fonts, cascades i sortidors lluminosos i restaurant elevat sobre plataforma de la que descendeix una cascada d'aigua il·luminada. | ?     |      |

### Sant Adrià del Besòs
| Any  | Nom                     | Ubicació | Descripció            | Estat | Foto |
| ---- | ----------------------- | -------- | --------------------- | ----- | ---- |
| 1971 | Font lluminosa canviant | ?        | Petita font circular. | ?     |      |

### València
| Any  | Nom                     | Ubicació              | Descripció     | Estat    | Foto                              |
| ---- | ----------------------- | --------------------- | -------------- | -------- | --------------------------------- |
| 1963 | Font lluminosa canviant | Plaça de l'Ajuntament | Font circular. | Correcte | Plaça de l'Ajuntament de València |

### Santo Domingo,República Dominicana
| Any  | Nom               | Ubicació                                                                            | Descripció | Estat | Foto |
| ---- | ----------------- | ----------------------------------------------------------------------------------- | --- | --- | --- |
| 1955 | Teatro Agua y Luz | Barri del "Centro de los Héroes de Maimón, Constanza y Estero Hondo", Santo Domingo | Amfiteatre d'estil racionalista amb instal·lacions de font lluminosa i canviant que feia de rerefons a obres escèniques. Obra realitzada per Buïgas per a la "Feria de la Paz y Confraternidad del Mundo Libre" del 1955-56. Declarat patrimoni d'interès nacional el 1988. | Actualment (2014) en estat semi-ruïnós i en perill de ser enderrocat per fer lloc per a un aparcament o altre projecte. | Es poden veure imatges en aquest vídeo, i a "Imágenes de nuestra historia" Arxivat 2014-02-26 a Wayback Machine. |

### Altres obres rellevants
- Fonts de l'Aeroport del Prat
- Teatre Integral de la Llum (projecte)
- Vaixell Lluminós (projecte)

### Llibres Publicats
Llibres dels quals el Carles Buïgas fou autor:
- 1940 -  Bajo las constelaciones: (Viajes de Gil del Mar) (en castellà).  Bruguera, 1940.[Enllaç no actiu]
- 1946 -  El Hombre entre enigmas y prodigios (en castellà).  Hymsa, 1946.
- 1960 -  La nave luminosa (en castellà).  Editorial Barna, 1960.
- 1966 -  Consideraciones sobre uno de los componentes del teatro integral: El arte del agua-luz y lo romántico (en castellà).  Real Academia de Ciencias y Artes de Barcelona, 1965., amb Bassegoda Musté, Bonaventura
- 1973 -  Viajes interplanetarios y algo más (en castellà).  Ediciones Unidas, 1973. ISBN 978-84-7168-007-5.
- 1973 -  Hechos, ideas y proyectos (en castellà).  Ediciones Unidas, 1973. ISBN 978-84-7168-008-2.
- 1975 -  La extraordinaria aventura (en castellà).  Ediciones Unidas, 1974. ISBN 978-84-7168-010-5.
- 1975 -  La gran revolución (en castellà).  Ediciones Marte, 1975. ISBN 978-84-7249-171-7.
- 1976 -  El día 41 (en castellà).  Marte, 1976.
- 1978 -  La Fuente (en castellà).  Marte, 1978. ISBN 978-84-7249-178-6.[11]

## Fons personal
Part del seu fons personal es conserva a l'Arxiu Fotogràfic de Barcelona. El fons aplega documentació generada i reunida per Carles Buïgas. D'una banda, fotografies de caràcter personal, com retrats d'ell en diferents edats, de familiars i persones del seu entorn que mostren un ambient
íntim i proper a Buïgas. De l'altra, documentació reunida fruit de l'activitat professional que va desenvolupar com a enginyer. Formen part del fons, doncs, fotografies de projectes, alguns signats pel seu pare, de fonts, d'edificis civils, religiosos i monumentals. També es troben unes fotografies de la plaça Buïgas a Cerdanyola del Vallès que aquesta població va construir en honor de l'enginyer.